# Espacio marino de la Marina Alta
Espacio marino de la Marina Alta este o arie protejată (sit de importanță comunitară — SCI, arie de protecție specială avifaunistică — SPA) din Spania întinsă pe o suprafață de 2.318,19 ha, integral marine.

## Localizare
Centrul sitului Espacio marino de la Marina Alta este situat la coordonatele 38°43′41″N 0°12′26″E / 38.728°N 0.2071°E.

## Înființare
Situl Espacio marino de la Marina Alta a fost declarat arie de protecție specială avifaunistică în iunie 2009 pentru a proteja 4 specii de animale. Situl a fost protejat și ca sit de importanță comunitară în decembrie 1997.

## Biodiversitate
Situată în ecoregiunile marină mediteraneană și mediteraneană, aria protejată conține 3 habitate naturale: Straturi cu Posidonia (Posidonion oceanicae), Bancuri de nisip acoperite în permanență slab de apă marină, Peșteri marine scufundate complet sau parțial.
La baza desemnării sitului se află mai multe specii protejate de  păsări (4): Hydrobates pelagicus, Larus audouinii, Phalacrocorax aristotelis aristotelis, Puffinus mauretanicus.